# Стеван Марковић Сингер
Стеван Марковић Сингер (Шутци, код Љига, 19. август 1895 — Грандићи, код Фоче, 17. мај 1942) био је учесник Народноослободилачке борбе.

## Биографија
Рођен је 19. августа 1895. у селу Шутци, код Белановице. Потицао је из средње имућне породине. Отац Милан и мајка Милојка, рођена Алимпијевић из оближњег села Бранчић, имали су ћерку Миљку и тројицу синова — Милована, Стевана и Василија. Мајка је из првог брака имала синове Јована и Радована, који су погинули у Првом балканском рату, за време опсаде Једрена 1913. године. Након завршетка основне школе, 1902. пошао је на изучавање абаџијског заната. Пошто су се мајстори лоше понашали према њему, прешао је у Лазаревац код мајстора Косте Марковића Мераклије. Током учења заната упознао се са социјалдемократским покретом, који је у годинама након формирања Српске социјалдемократске странке (ССДС) био у развоју. Учествово је у радничким штрајковима у Лазаревцу, а 1912. је за време штрајка абаџијских радника био ухапшен. Наредне године је прешао у Ваљево, где се укључио у синдикални покрет.
У току Првог светског рата, 1915. био је мобилисан у војску, након чега је распоређен у Дунавску дивизију другог позива, са којом се, услед јаког продора аустругарских снага, повлачио према Црној Гори. Овде се сусрео са тројицом браће, на чији се наговор, услед слабог здравља, вратио у родно село, како би водио бригу и родитељима. Пошто га је сеоски кмет пријавио окупационим властима, био је ухапшен и упућен у заробљенички логор. Интервенцијом једног аустријског официра, који га је препознао из Белановице, пуштен је кући због болести. Након завршетка рата, позван је у Крагујевац, на дослужење војног рока у новој Југословенској војсци, са кога се вратио 1920. године.
Под утицајем Велике октобарске социјалистичке револуције у Русији, о којој је слушао на радничким зборовима у Крагујевцу, након повратка из војске активно се укључио у рад Комунистичке партије Југославије (КПЈ). Као заменик кандидата за народног посланика, активно је учествова о у предизборној агитацији. Иако је КПЈ на изборима за Уставотворну скупштину постигла добар резултат, у качерском срезу је победу однео кандидат Демократске странке. Своју политичку активност наставио је и након доношења Закона о заштити државе и забране рада Комунистичке партије, због чега је неколико пута био хапшен од полиције. Као противник режима, у време парламентарних избора 1923, пошто у његовом крају, није било одбора Независне радничке партије (НРПЈ), која се налазила под контролом комуниста, активно је учествовао у агитацији за Републиканску странку. Његово настојање било је уједињење свих опозиционих странака у борби против владајућег режима.
Године 1924. напустио је абаџијски занат и у потпуности се посветио политичком раду. Уз помоћ партијских другова, усео је да добије посао у заступника познате фирме „Сингер” (Singer), која је производила шиваће машине, као и још неких предузећа, која су производила пољопривредне машине. Био је заступник ових фирми за качерски, опленачки, таковски и колубарски срез, где је организовао курсеве кројења и шивења за женску омладину. Тако је добио надимак Сингер.  

Указом Председништва АВНОЈ-а постхумно је 6. јула 1945. одликован Орденом заслуга за народ првог реда.
Испред Здравствене станице у Белановици, подигнута му је 1968. спомен-биста, рад вајара Стевана Боднарова.

## Галерија
- Споменик палим борцима и жртвама фашизма у Љугу
- Спомен-плоча на споменику у Љугу
- Спомен-плоча код споменика у Љигу
- Орден заслуга за народ првог реда